# Psamatodes proditata
Psamatodes proditata là một loài bướm đêm trong họ Geometridae.